# 브로드웨이에 막이 오를 때
《브로드웨이에 막이 오를 때》(영어: Author! Author!)는 1982년 개봉된 미국의 로맨틱 코미디 드라마 영화이다. 아서 힐러가 연출하고, 알 파치노 등이 출연하였다.

## 줄거리
주인공인 브로드웨이 극작가는 새 연극의 리허설에 돌입하지만 후원자들은 희곡의 수정을 요구한다. 게다가 아내가 둘 사이에 가진 친아들은 물론 이전 결혼들에서 낳았던 의붓자녀 넷까지 두고 떠난다. 그중 의붓딸 둘과 의붓아들 하나는 각자의 친부와 살게 된다.
인기 여배우는 뜻밖에도 그의 팬을 자처하며 작품에 출연할 의향을 밝히고, 둘은 동거를 시작한다. 그러나 얼마 지나지 않아 여배우는 예전의 화려한 사교 생활을 그리워하고, 둘은 관계를 끝낸다.
의붓딸 둘이 친부의 집에서 도망을 나와 극작가의 집으로 찾아오면서 이들을 쫓아온 경찰과 극작가와 딸들은 건물 옥상에서 대치한다. 결국 설득된 경찰은 딸들이 극작가의 집에 머물게 둔다. 거기에 의붓아들 하나까지 친부의 허락을 맡고 돌아오면서 자녀 다섯이 다시 한집에 모이게 된다. 이에 극작가는 아내까지 되찾겠다는 생각에 택시를 타고 글로스터로 향하는데...

## 출연진
- 알 파치노
- 다이앤 캐넌
- 튜즈데이 웰드
- 앨런 킹
- 밥 디시
- 밥 엘리엇
- B. J. 베리
- 아리 마이어스
- 리처드 벨저

## 기타 제작진
- 배역: 시스 코먼
- 미술: 진 루돌프

## 우리말 녹음
MBC 성우진 (1988년 4월 9일)